# Drôme des collines
La Drôme des collines est, au sens géographique, la partie la plus septentrionale du département de la Drôme, située au nord  des agglomérations de Valence et de Romans-sur-Isère.

## Géographie

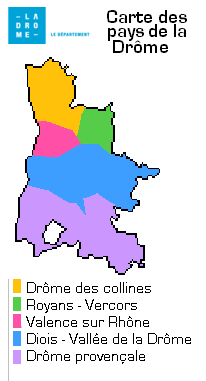
La région naturelle de la Drôme des collines est située au nord de la Drôme (en jaune)

### Limites géographiques
La région naturelle et touristique de la Drôme des collines correspond à la partie la plus septentrionale du département, bordant au nord et à l'est, celui de l'Isère et, à l'ouest, celui de l'Ardèche.

### Climat
La Drôme des collines est une région située à l'est de la vallée du Rhône, entre les villes de Vienne et de Valence. Il s'agit d'une zone de transition entre un climat méditerranéen altéré au nord et un climat méditerranéen franc au sud.

### Relief, description et paysages

#### Relief
La partie orientale du plateau de Chambaran, une vaste zone argileuse du Bas Dauphiné est la principale zone de relief de cette région naturelle.

#### Description et paysages
La Drôme des collines présente un paysage de vallées, bordées par des collines de taille modeste avec deux grandes zones viticoles dans sa partie occidentale, dans la vallée du Rhône (Côteaux de l'Hermitage et le Crozes-Hermitage).
La partie septentrionale de cette région naturelle porte le nom de « Valloire » ou « Vallée de Valloire » qui s'étend également sur le département voisin de l'Isère avec le territoire de Bièvre-Valloire. Cette région est renommée pour la culture de la poire.
Situé à l'écart des grandes routes (mais cependant bordée à l'ouest par l'autoroute A7), la région reste une zone moins touristique que ses voisines (notamment le massif du Vercors, le Vivarais et la vallée du Rhône). Il existe cependant un monument majeur, classé au titre des monuments historiques, le Palais idéal du facteur Cheval.

### Hydrographie
Les deux principaux cours d'eau de cette région naturelle sont l'Oron, la Galaure et l'Herbasse. les deux premiers cours d'eau rejoignent le Rhône sur sa rive gauche en suivant un axe est ouest et le troisième rejoint l'Isère en rive droite, selon un axe nord-est sud-ouest.

## Histoire
Durant l'Antiquité, cette partie de la Drôme, entièrement située au nord de la rivière Isère, faisait partie du territoire de la tribu gauloise des Allobroges.
La ligne de Saint-Rambert-d'Albon à Rives est ouverte en 1856. Cette voie ferrée, administrée par la  Compagnie des chemins de fer du Dauphiné (CFD) traverse une partie du nord du département en suivant la vallée de l'Oron. La ligne traverse notamment les territoires des communes d'Épinouze et de Manthes.

## Circonscription administrative
Une circonscription électorale française du département de la Drôme créée par le décret du 20 février 2014, entrée en vigueur lors des élections départementales de 2015 porte le nom de canton de Drôme des collines. Son bureau centralisateur est fixé à Saint-Donat-sur-l'Herbasse.
Le territoire est également partagé entre divers établissements publics de coopération intercommunale, dont deux communautés d'agglomération, Arche Agglo (siège à Mauves) et Valence Romans Agglo ainsi qu'une communauté de communes, la communauté de communes Porte de DrômArdèche (siège à Saint-Vallier).

## Économie

### Secteur agricole
Le SYGRED (Syndicat de gestion de la ressource en eau dans la Drôme) a été désigné comme organisme unique de Gestion Collective (OUGC) pour les prélèvements agricoles sur le secteur Drôme des Collines.
Des membres du Centre d'initiatives pour valoriser l'agriculture et le milieu rural (CIVAM) de la Drôme des Collines créent l'évènement « de Ferme en Ferme » qui est une rencontre de paysans afin de valoriser leurs savoirs faire et l'agriculture durable auprès du grand public. Il sera ensuite organisé à l'échelle départementale dans plusieurs territoires, coordonné par le réseau CIVAM national.

### Tourisme
Selon le guide touristique distribué par le département de la Drôme, le principal site touristique est situé dans la commune de Hauterives qui abrite le Palais idéal (classé en tant que monument historique), édifié par un seul homme, le facteur Ferdinand Cheval, de 1879 à 1912. 
La « Maison de la Céramique », un musée consacré à cet art situé à Saint-Uze est également évoqué.
Le lac de Champos est un lac artificiel consacré au tourisme est situé entre les communes de Saint-Donat-sur-l'Herbasse et Charmes-sur-l'Herbasse. Le lac des Vernets de Galaure est situé plus à l'ouest, entre le territoire des communes de Saint-Barthélemy-de-Vals et de Saint-Uze.

Quelques paysages de la Drôme des collines
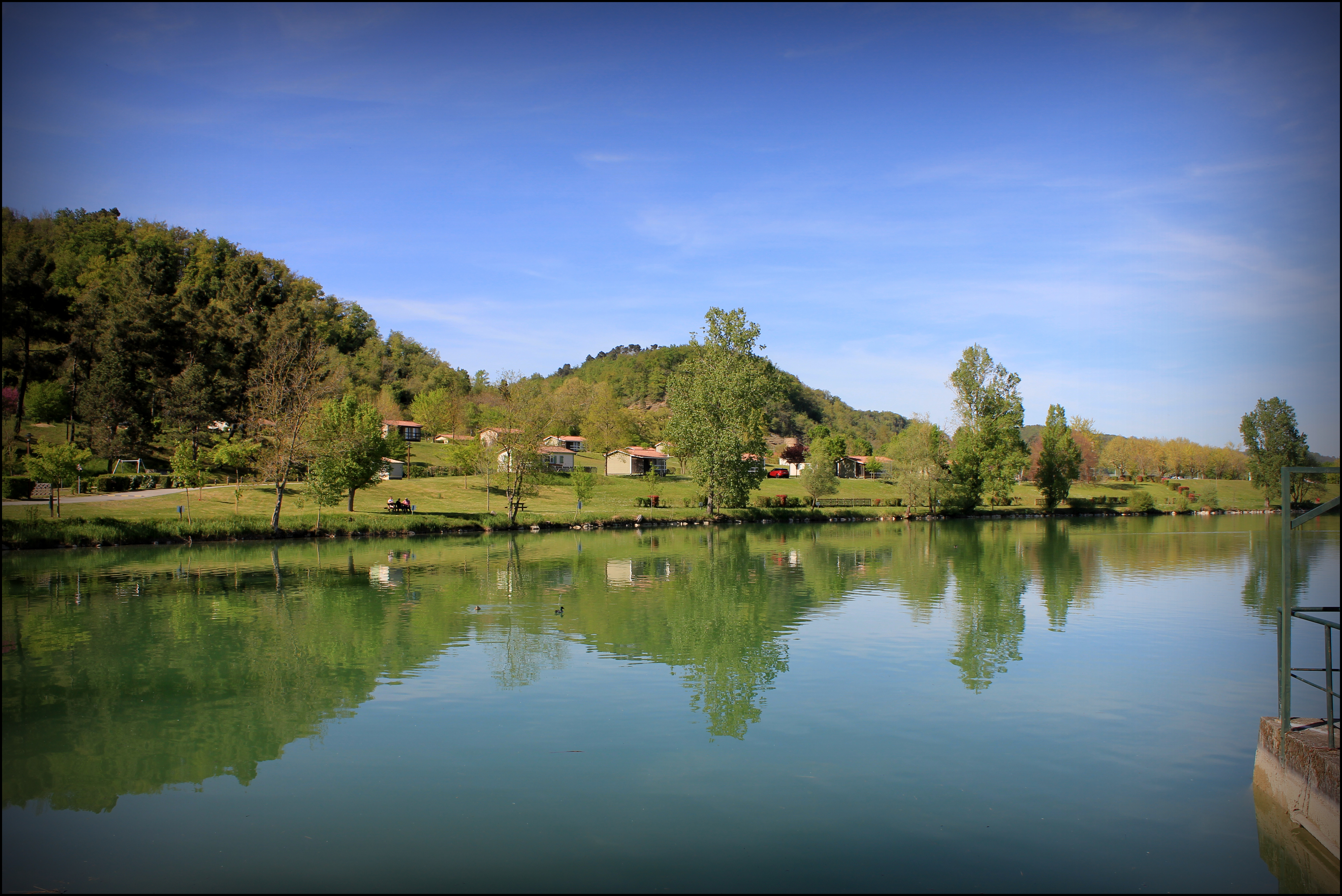
Lac de Champos
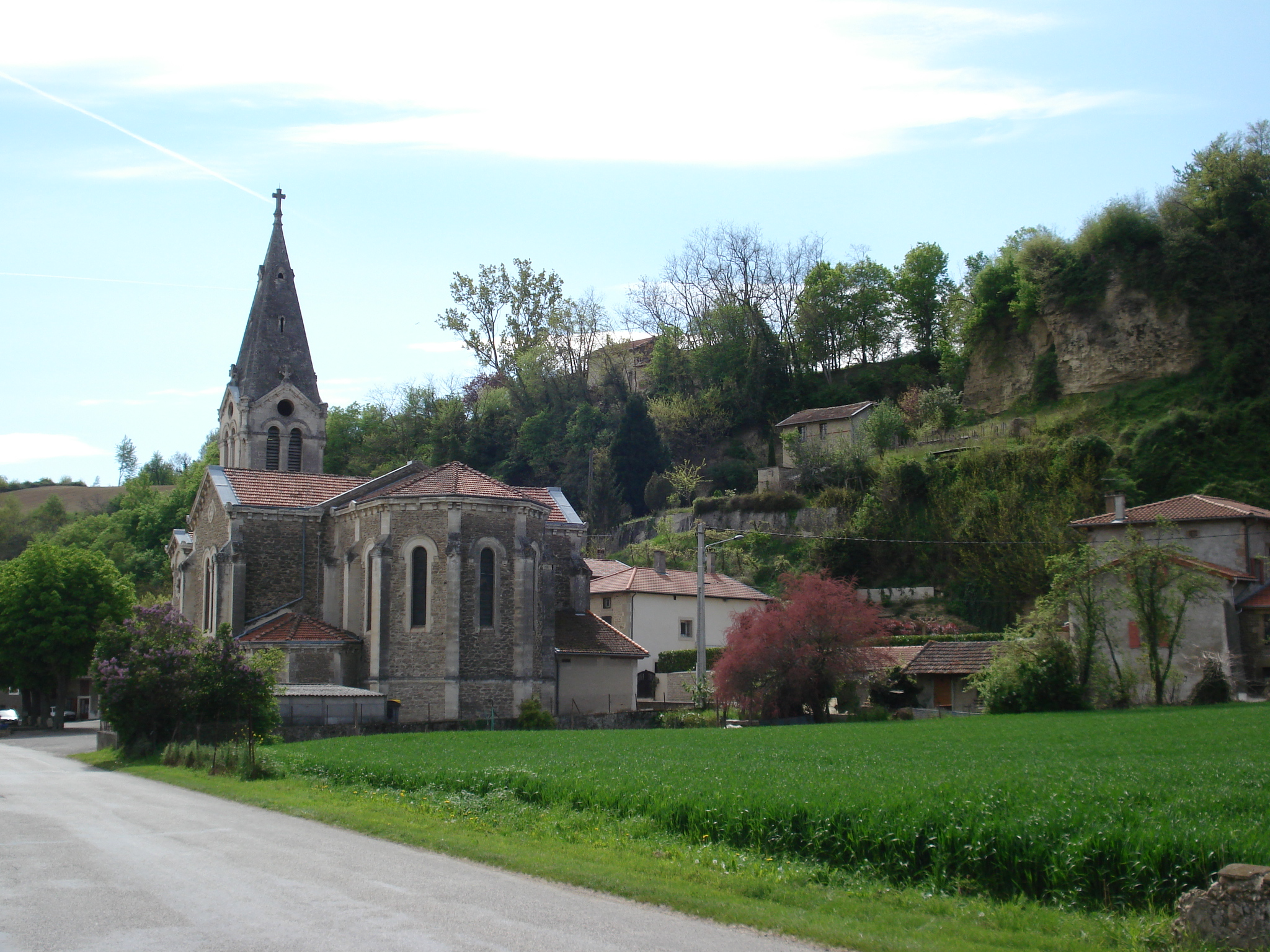
Église de Crépol
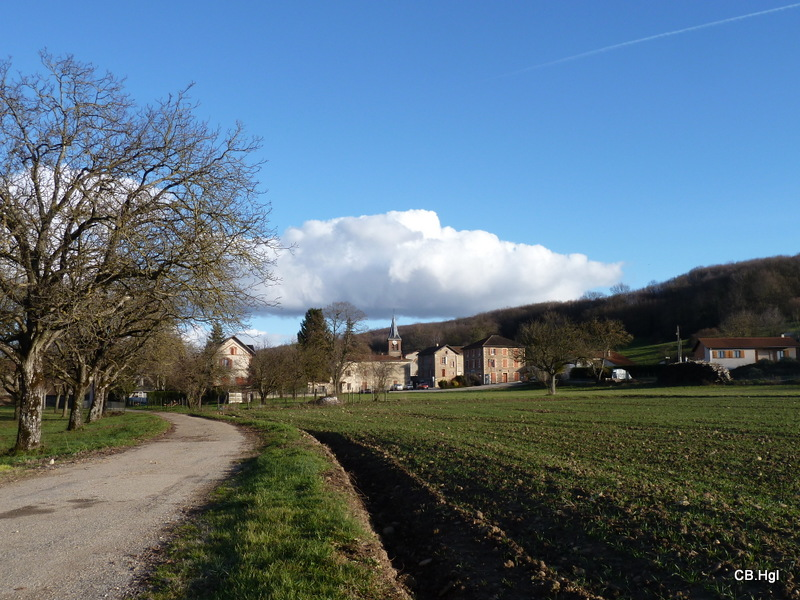
Village de Montfalcon
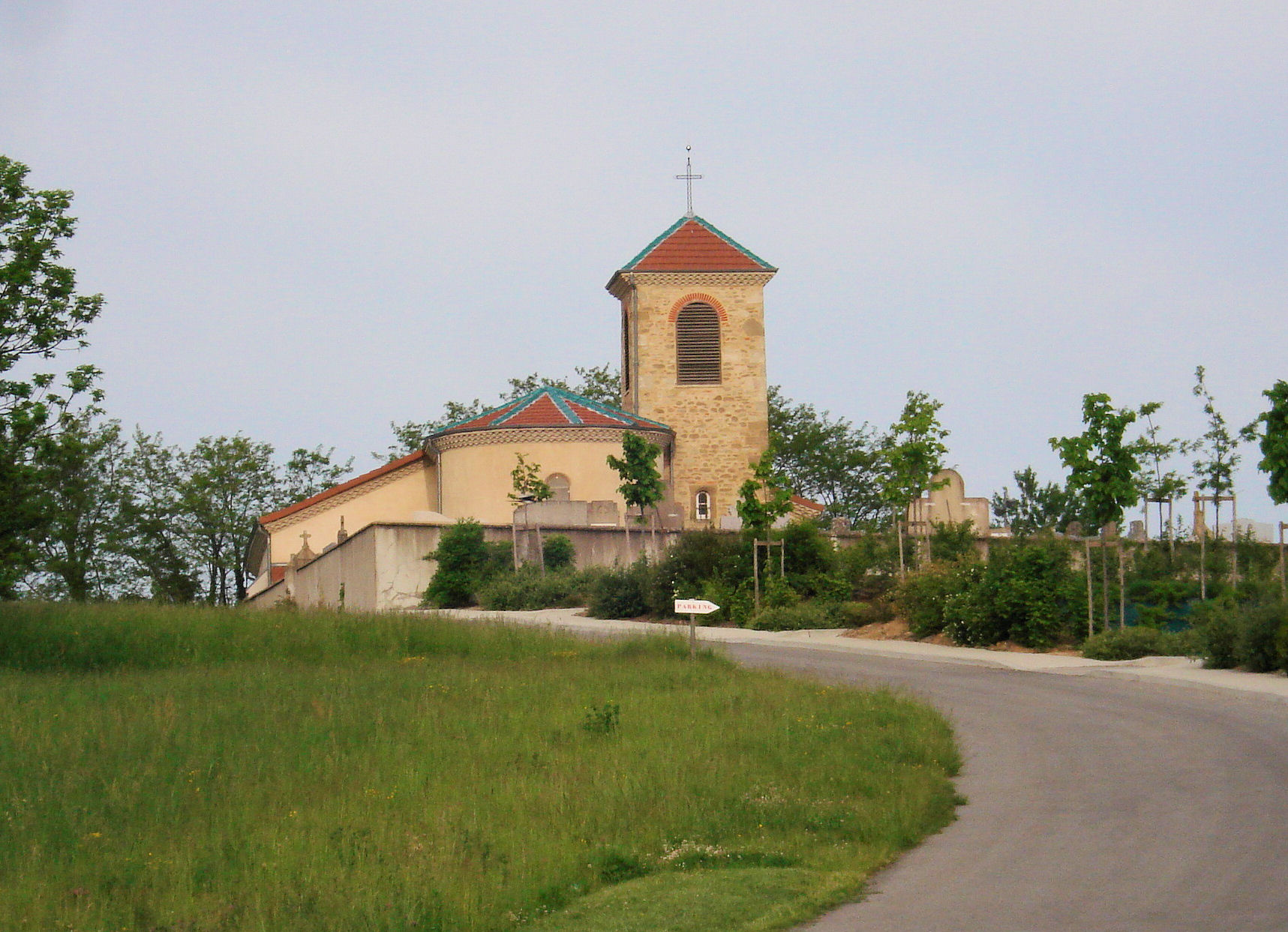
Église de Tersanne
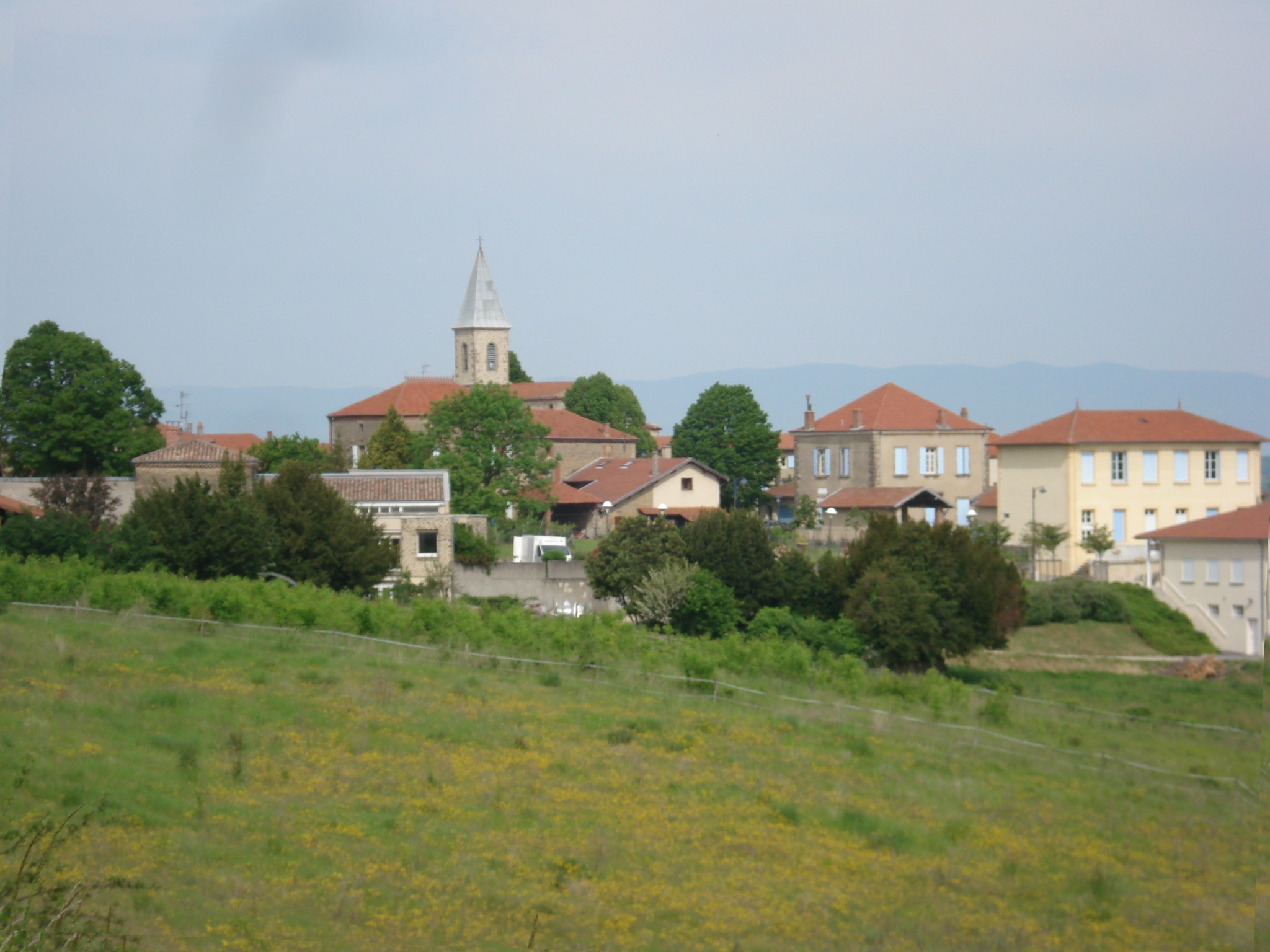
Village de Saint-Avit
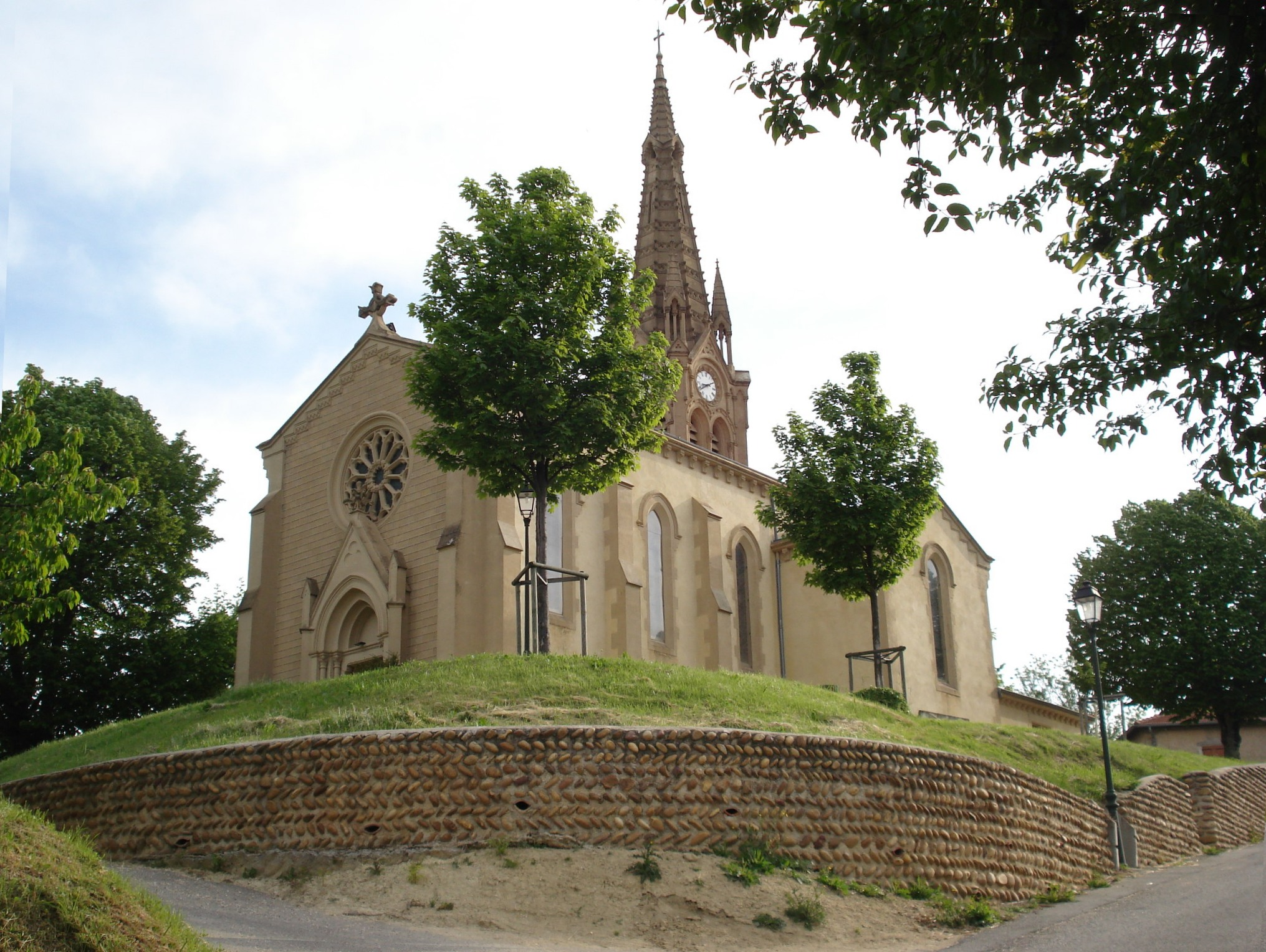
Église de Saint Martin d'Août